# Bernardo Ruiz i Navarrete
Bernardo Ruiz i Navarrete   (Oriola, 8 de gener de 1925 - Oriola, 14 d'agost de 2025) fou un ciclista valencià que fou professional entre 1945 i 1958.

## Biografia
Conegut amb el sobrenom de El Pipa, va ser tres vegades campió d'Espanya en ruta i una de muntanya. Va guanyar la Volta a Espanya 1948, mentre que el 1957 fou segon. Aquesta mateixa plaça ocupà al Tour de França 1952. Anteriorment ja havia estat 9è al Tour de 1951. Va ser el primer espanyol a assolir el pòdium del Tour de França i en guanyar una etapa al Giro d'Itàlia.
Després de retirar-se del ciclisme professional va passar alguns anys com a director esportiu. Després del seu periple com a director, durant el qual Angelino Soler va guanyar la Volta a Espanya 1961 sota les seves ordres, va tornar al seu poble natal, on va regentar un establiment de venda de motos i bicicletes durant molts anys.
El 2015, el programa de TVE Conexión Vintage li va dedicar un programa d'homenatge, amb una entrevista efectuada a casa del corredor.

## Palmarès
- 1945
  -  1r de la Volta a Catalunya
- 1946
  -  Campió d'Espanya en ruta
  - 1r al Trofeu Jaumendreu
  - Vencedor d'una etapa a la Volta a Catalunya
- 1947
  - 1r a la Volta a Burgos
  - Vencedor de 2 etapes de la Volta a Llevant
- 1948
  -  Campió d'Espanya en ruta
  -  1r de la Volta a Espanya, vencedor de 3 etapes i 1r del Gran Premi de la muntanya
  - 1r de la Volta a Mallorca
- 1949
  - 1r de la Volta a Astúries
- 1950
  - 1r de la Volta a Mallorca
  - Vencedor d'una etapa a la Volta a Espanya
  - Vencedor d'una etapa a la Volta a Catalunya
  - 1r de la Clàssica als Ports
- 1951
  -  Campió d'Espanya en ruta
  - Vencedor de 2 etapes al Tour de França
  - Vencedor d'una etapa a la Volta a Catalunya
  - Vencedor d'una etapa al Tour de Romandia
  - 1r de la Clàssica als Ports
- 1954
  - 1r a la Volta a Astúries i vencedor d'una etapa
  - 1r a la Volta a Tarragona
- 1955
  - Vencedor d'una etapa al Giro d'Itàlia
- 1958
  -  Campió d'Espanya de Muntanya
  - 1r al Gran Premi Pascuas

### Resultats a la Volta a Espanya
- 1945. 22è de la classificació general
- 1946. 13è de la classificació general
- 1948. 1r de la classificació general. 1r del Gran Premi de la muntanya i vencedor de 3 etapes
- 1950. 4t de la classificació general i vencedor d'una etapa
- 1955. 14è de la classificació general
- 1956. 31è de la classificació general
- 1957. 3r de la classificació general
- 1958. 26è de la classificació general

### Resultats al Tour de França
- 1949. Abandona (5a etapa)
- 1951. 9è de la classificació general i vencedor de 2 etapes
- 1952. 3r de la classificació general
- 1954. 18è de la classificació general
- 1955. 22è de la classificació general
- 1956. 70è de la classificació general
- 1957. 24è de la classificació general
- 1958. 55è de la classificació general

### Resultats al Giro d'Itàlia
- 1952. 35è de la classificació general
- 1953. 29è de la classificació general
- 1954. 38è de la classificació general
- 1955. 28è de la classificació general i vencedor d'una etapa
- 1956. 38è de la classificació general
- 1957. 55è de la classificació general